# عالم أحياء دقيقة
عالم الأحياء الدقيقة هو عالم يدور مجال بحثه حول علم الأحياء الدقيقة ويشمل كل من :
- أخصائي الجراثيم والبكتيريا
- أخصائي الأغذية
- أخصائي الفطريات
- أخصائي التقانة الحيوية
- أخصائي الأوليات
- أخصائي الوبائيات
- أخصائي الفيروسات